# Endeverafter
Endeverafter (geschrieben EndeverafteR) war eine US-amerikanische Hard-Rock-Band aus Sacramento, Kalifornien.

## Bandgeschichte
Endeverafter wurde 2004 von Leadsänger und Gitarrist Michael Grant gegründet. Nachdem der Rest der Band gefunden war, wurde deren Debüt-EP Blood on the Stage 2005 veröffentlicht. Endeverafter spielten regelmäßig in Sacramento und Umgebung.
Im Jahr 2006 unterschrieben sie einen Plattenvertrag mit Epic Records und nahmen das Debütalbum From the Ashes of Sin mit dem Produzenten Stacy Jones auf. Schlagzeuger Eric Humbert, ehemaliges Mitglied von The Red Hot Valentines, trat der Gruppe Anfang 2006 bei, um Austin SinClaire zu ersetzen.
Mitte 2006 spielten sie  im Vorprogramm der Bands  Cinderella und Poison. Außerdem eröffneten sie für Kiss in Japan. Nach einigen strukturellen Veränderungen bei Sony/Epic Records wurde der Termin zur Veröffentlichung des Debütalbums From the Ashes of Sin immer wieder verschoben. Das Album erschien nie. Stattdessen  veröffentlichte Endeverafter das Debütalbum Kiss or Kill über die Plattenfirma Razor & Tie im Oktober 2007. Noch im selben Jahr, erreichte die Single I Wanna Be Your Man Platz 25 der U.S. Billboard Mainstream-Rock-Charts.
Ende 2007 folgte eine Tour mit Trapt und Fuel. Der Song No More Words wurde im März 2008 veröffentlicht. Er wurde die Einzugsmusik des Wrestlers Jeff Hardy und erschien auf der Kompilation WWE The Music, Vol. 8. Im Januar 2008 spielten Endeverafter eine Show auf der Mötley Cruise, einer 4-tägigen Kreuzfahrt, die von Miami, über Key West nach Cozumel führte. Daran beteiligt waren unter anderem Vince Neil, Skid Row, Slaughter und Ratt: Es folgte eine Tour mit Airbourne im Frühling 2008. 
Am 23. Mai 2008 machten sie eine interaktive Show auf DeepRockDrive.com. Sie veröffentlichten Ende Mai 2008 noch dazu ihre zweite Single, Baby, Baby, Baby, welche #38 der Mainstream-Rock-Charts erreichte. Anschließend nahmen sie an der „Road to Destruction“ Tour von Saving Abel teil. Am 27. Juni 2008 eröffnete Endeverafter mit Alter Bridge und Shinedown in El Paso, Texas, das KLAQ Downtown St. Festival.
Der Song I Wanna Be Your Man ist ein Download-Titel für das Xbox-Spiel Rock Band 2. 2009 wurde der Titel in der 1. Episode der 8. Staffel von Scrubs verwendet. Im November 2010 erschien das Lied Barrel of a Gun auf MySpace und Facebook, dabei handelte es sich um das letzte lebenszeichen der Band. Im März 2012 gab Michael Grant die Trennung von Endeverafter bekannt. Grant schloss sich im Januar 2013 den L.A. Guns an und ersetzte dort Frank Wilsey.

## Diskografie

### Tonträger
- 2005: Blood on the Stage EP (Eigenproduktion)
- 2007: Kiss or Kill (Razor & Tie)
- 2007: I Wanna Be Your Man (Single)
- 2007: Baby Baby Baby (Single)

### Weitere Veröffentlichungen
- 2008: No More Words (auf WWE The Music Vol. 8)
- 2010: Barrel of a Gun (Freetrack)